# George Johnston Allman
George Johnston Allman (1824-1904) va ser un matemàtic irlandès.

## Vida i Obra
Allman era fill de William Allman, professor de botànica del Trinity College (Dublín). Ell mateix va estudiar al Trinity College, graduant-se el 1844. El 1853 va ser nomenat catedràtic del Queen's College de Galway, càrrec en el que va romandre quaranta anys.
Va estudiar la història de les matemàtiques antigues, que va publicar en articles a la revista de la universitat, Hermathena, i a la Encyclopaedia Britannica. El 1889 va publicar el llibre pel que és més conegut: Greek Geometry from Thales to Euclid.
Va ser un dels pocs científics irlandesos que es va sentir atret i influenciat per les idees del positivisme de Comte.
El 1884 va ser nomenat fellow de la Royal Society.